# Musi
Musi (indonésky Sungai Musi, javánsky Kali Musi, nizozemsky Moesi) je řeka na ostrově Sumatra v provincii Jižní Sumatra v Indonésii. Je přibližně 500 km dlouhá. Povodí má rozlohu přibližně 57 000 km².

## Průběh toku
Pramení v horském hřbetu Barisan. Na středním a dolním toku protéká bažinatou nížinatou rovinou. Ústí do průlivu Bangka, který je součástí Jihočínského moře, přičemž vytváří deltu.

## Vodní stav
Zdrojem vody jsou převážně dešťové srážky. Řeka má velké množství vody po celý rok.

## Využití
Vodní doprava je možná do vzdálenosti 360 km od ústí, přičemž námořní lodě doplují do Palembangu (85 km od ústí). Nížinná část povodí řeky je hlavní zemědělskou oblastí ostrova.